# Andriana coursii
Andriana coursii är en växtart i släktet Andriana och familjen flockblommiga växter.
Arten är en mindre buske som förekommer på Madagaskar. Den beskrevs som Heteromorpha coursii av Jean-Henri Humbert 1956, och fick sitt nu gällande namn av Ben-Erik van Wyk 1999.